# Karin och Carl Larsson
Karin och Carl Larsson är en svensk dokumentärserie som har premiär på SVT1 och SVT Play den 21 december 2023. Serien är regisserad av Lisa Östberg och första säsongen består av tre avsnitt.

## Handling
Serien kretsar kring det svenska konstnärsparet Karin och Carl Larsson som under sent 1800-tal till tidigt 1900-tal kom att spela stor roll för det som vi ser som typiskt svenskt idag.

## Medverkande i urval
- Gert Wingårdh
- Lars Lerin
- Lotta Lundgren
- Elsa Billgren
- Knut Knutson
- Karin Sidén